# هنري أوليري
هنري أوليري هو سياسي كندي، ولد في 13 مايو 1832، وتوفي في 7 نوفمبر 1897.